# João Durval Carneiro
João Durval Carneiro (Feira de Santana, 8 de maio de 1929) é um político baiano, brasileiro.

## Família
Formado em Odontologia pela Universidade Federal da Bahia em 1953, João Durval exerceu a profissão como cirurgião dentista até ingressar na carreira política. Casado com Yeda Barradas Carneiro, é genro de Manoel Barradas, ex-dirigente esportivo. Tiveram sete filhos: Márcia, João Henrique, Sérgio, Cristianna, Luis Alberto, Geórgia e Gal.

## Política
Vereador em sua cidade natal, Feira de Santana, em 1954 e 1958, assumiu a presidência da Câmara de Vereadores, sendo então prefeito interino, já que não havia o cargo de vice-prefeito na época. Derrotado na disputa pela prefeitura em 1962 por apenas 17 votos, tentou novamente a candidatura em 1966, desta vez com êxito.
Eleito seguidamente deputado federal em 1974 e 1978, foi o 2o Deputado Federal mais votado do Estado. Em seu segundo mandato foi Secretário de Saneamento e Recursos Hídricos no segundo governo de Antônio Carlos Magalhães, cargo que exerceu de 15 de março de 1979 a 4 de abril de 1982.

## Governo da Bahia
Seria candidato ao terceiro mandato de deputado federal em 1982, porém substituiu Clériston Andrade, que havia falecido, como candidato do PDS a suceder Antônio Carlos Magalhães no Governo do Estado. É eleito com 53,3% do votos.
O Governo de João Durval representa parte importante do progresso da Bahia. Muito do que a Bahia é hoje tomou impulso naquela época. Na área de energia, por exemplo, foram instalados 618 Kms de linhas de transmissão e 7,7 mil Kms de rede de distribuição. Seu governo possibilitou que 1.313 localidades fossem eletrificadas, com um total de 1,5 milhões de ligações. Na área rural, 17 mil novas propriedades foram eletrificadas e outras 6.890 ligações feitas pelo Programa de Eletrificação de Minifúndios Produtivos.
Além do funcionalismo público, o sertanejo também tem razões para lembrá-lo com respeito e admiração: foram mais de 4 mil poços artesianos abertos e 4,6 mil pequenas e médias barragens (como a de São José do Chorrochó e a de São José do Jacuípe), além de aguadas que reservaram 25 milhões de metros cúbicos de água de superfície.
Foram feitas a manutenção, conservação e recuperação de mais de 15 mil Kms de malha rodoviária estadual; e 4,5 mil Kms de novas estradas, em cujos traçados foram executados 2 mil metros de pontes. Mais de 1,2 mil Kms de estradas vicinais foram construídos, outros 215 Kms asfaltados. Foi durante seu governo que o então chamado Aeroporto Dois de Julho, na capital, foi ampliado e transformado em internacional.
Sua gestão foi marcada pelo equilíbrio entre ações voltadas para a capital e o interior. Entre as iniciativas para Salvador, podemos citar Cajazeiras - uma verdadeira cidade dentro da capital, com 25 mil unidades, cinco escolas, cinco creches, seis postos policiais e posto médico; obras na orla marítima; a implantação das avenidas Jorge Amado e Dorival Caymmi; a reconstrução do Mercado Modelo; a adutora de Pedra do Cavalo; a construção do Centro Médico e Odontológico do IAPSEB;  construção de 500 creches, escolas e obras em bairros populares.
Em relação à saúde, foram construídos 60 novos postos de Saúde, quatro Centros de Saúde, quatro Casas de Parto e quatro hospitais, sendo o maior o Clériston Andrade, em Feira de Santana. O número de leitos hospitalares passou de 3.933 para 4.160.
Os hospitais Ernesto Simões Filho e João Batista Caribé e a Maternidade do Hospital Luiz Viana Filho foram recuperados e ampliados. João Durval deixou pronta a construção civil do Hospital Geral de Camaçari, construiu e instalou mais 22 laboratórios de saúde pública e inaugurou o Laboratório Central do Estado. Já a Bahiafarma – Empresa de Produtos Farmacêuticos da Bahia produziu, em 1986, 60,8 milhões de comprimidos, 16,6 milhões de cápsulas, 2,5 milhões de líquidos orais e xaropes e 1,4 milhão de ampolas de soluções parenterais.
Para a segurança pública, foram instalados 92 complexos policiais, adquiridas 919 viaturas (479 para a Polícia Civil, 420 para a Polícia Militar e 20 para o Detran). A PM passou a contar com 22 mil homens, contingente definido pela Lei 4.331/1984, sendo que 5,6 mil foram contratados durante os quatro anos de seu governo. Já para a Polícia Civil, houve concurso público para admissão de 215 agentes policiais e 164 motoristas. Foi extinta a Colônia Pedra Preta e criada a Delegacia de Proteção à Mulher.
Na educação, em 1983 eram 2,1 milhões de crianças até 14 anos no Estado, sendo mais de 1,5 milhão matriculadas. Durante seu governo, foram construídas 676 novas escolas de ensino fundamental e 107 de ensino médio, além de 2,6 mil novas salas de aula e outras 17,4 mil recuperadas. Foram oferecidas mais de 637 mil vagas adicionais em convênio com escolas particulares ou via bolsas de estudo e aluguel de imóveis.
Nas áreas rurais, foram construídas 445 salas, recuperadas 256 e equipadas outras 1.093. Durante o quadriênio 1983/1986, o ensino supletivo registrou mais de 504 mil alunos e o pré-escolar 160 mil crianças. João Durval cuidou, também, de conceder aumento diferenciado e abonos para os professores; instituiu o Programa Pó de Giz (Lei 4.672 de 1986) e  estabeleceu o enquadramento automático por tempo de serviço e avanço horizontal e vertical por titulação (Lei 4.618 de 1985). No ensino superior, foi criada a Universidade do Estado da Bahia (UNEB) e ampliadas as Universidades Estadual de Feira de Santana (UEFS) e a do Sudoeste.
Sete centros Culturais foram construídos: Itabuna, Vitória da Conquista, Alagoinhas, Porto Seguro, Valença, Juazeiro e Feira de Santana. Por iniciativa de João Durval, foi criada a Fundação Instituto de Radiodifusão Educativa da Bahia (IRDEB), com a instalação da TVE Bahia e implantada a Defensoria Pública.
Tese de doutorado, desenvolvida na Fundação Getúlio Vargas (FGV-SP), colocou João Durval entre os 15 melhores governantes do Brasil, registrando sua gestão como a que mais investiu em Educação e Saúde à época (ressaltando que os investimentos em Saúde ainda não eram uma obrigação constitucional). O trabalho do cientista político José Luciano de Mattos Dias foi desenvolvido a partir de dados sobre a atuação de 65 governadores, com base no Tesouro Nacional e do Ministério da Educação e evidencia a preocupação com o social como marca do ex-governador João Durval.
Ao longo desta caminhada, ele contou com o decisivo apoio da companheira de toda uma vida, Yeda Barradas Carneiro. A história de um não se escreve sem a do outro.
Nas eleições de 1986 apóia Josaphat Marinho para sucedê-lo, mas este é derrotado por Waldir Pires por larga margem. Inicia-se o desentendimento com Antônio Carlos Magalhães. Em 1994, renunciou ao cargo de Prefeito de Feira de Santana para disputar o Governo do Estado fazendo oposição ao partido de ACM. Começou a disputa em 4.º lugar, mas chegou ao 2.º turno, tendo perdido a disputa para Paulo Souto.

## Prefeitura e Senado
João Durval foi eleito Prefeito de Feira de Santana em 1966. Sua gestão foi marcada pelo progresso que trouxe à cidade com feitos marcantes como a instalação do Centro Industrial do Subaé e a Universidade de Feira de Santana. Muitas obras de infra-estrutura realizadas sob sua gestão foram preponderantes para o desenvolvimento da cidade. Também foi marcante a atuação da sua gestão na área de Educação fundamental.
Décadas depois, é novamente prefeito de Feira de Santana em 1992, o qual renuncia no início de 1994 para disputar o governo do Estado, sendo derrotado no 2.º turno para Paulo Souto.
Em 2006 é eleito ao Senado, tendo sido o 4.º senador com maior número de votos do Brasil. Em levantamento realizado pelo Núcleo de Estudos Sobre o Congresso do Instituto de Estudos Sociais e Políticos  da Universidade do Rio de Janeiro (IESP/UERJ) em parceira com a Revista Veja, entre os 81 Senadores, João Durval foi considerado o 12.º Senador mais atuante daquela legislatura.